# Obeliskbrunnen

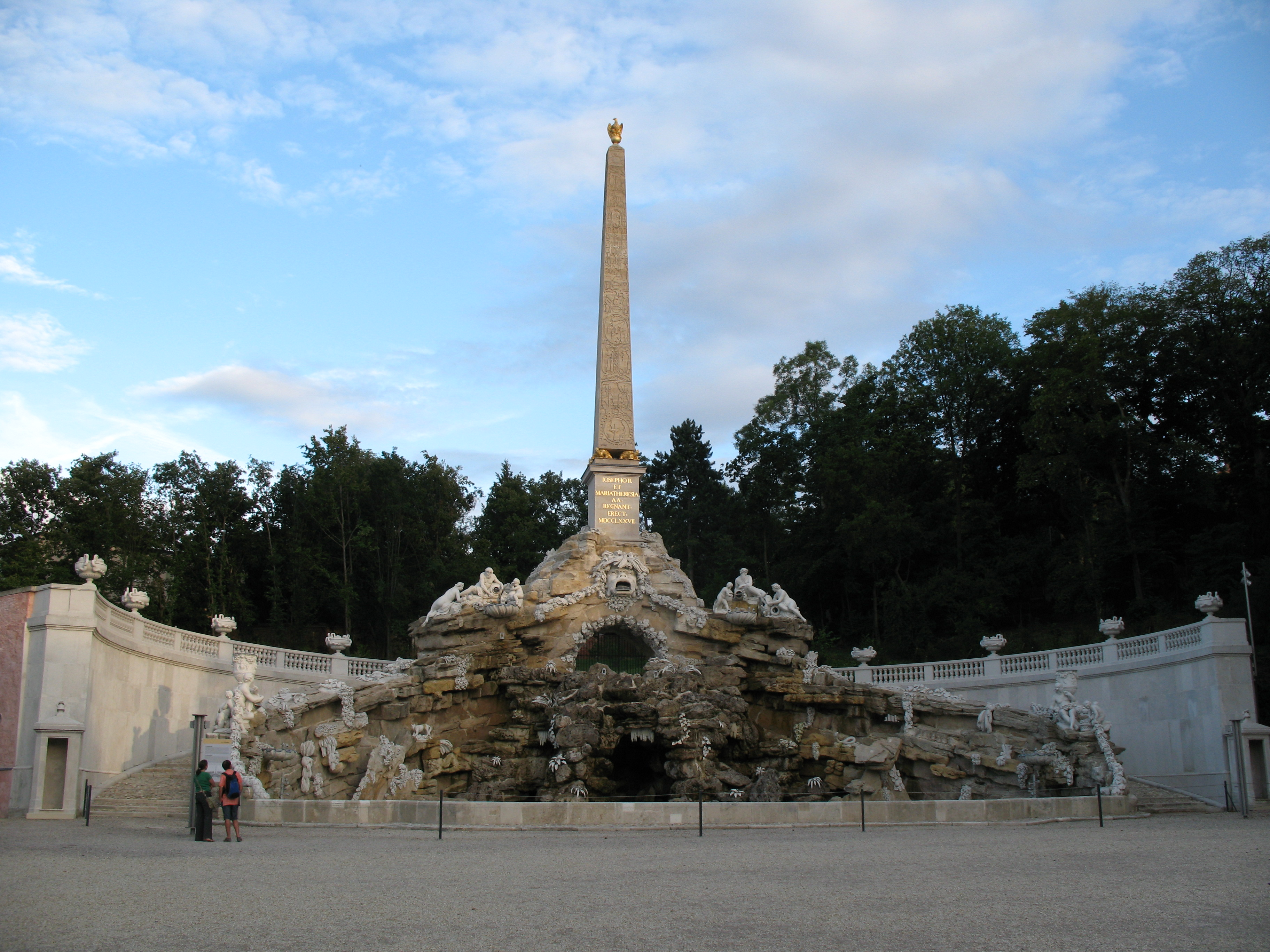
Obeliskbrunnen in Schönbrunn

Der Obeliskbrunnen im Schlosspark von Schönbrunn im 13. Wiener Gemeindebezirk Hietzing ist einer von zahlreichen Brunnen in dieser barocken Grünanlage. Die Hauptabmessungen sind: Länge 35,6 m, Breite 24,0 m und Höhe 31,3 m.

## Beschreibung

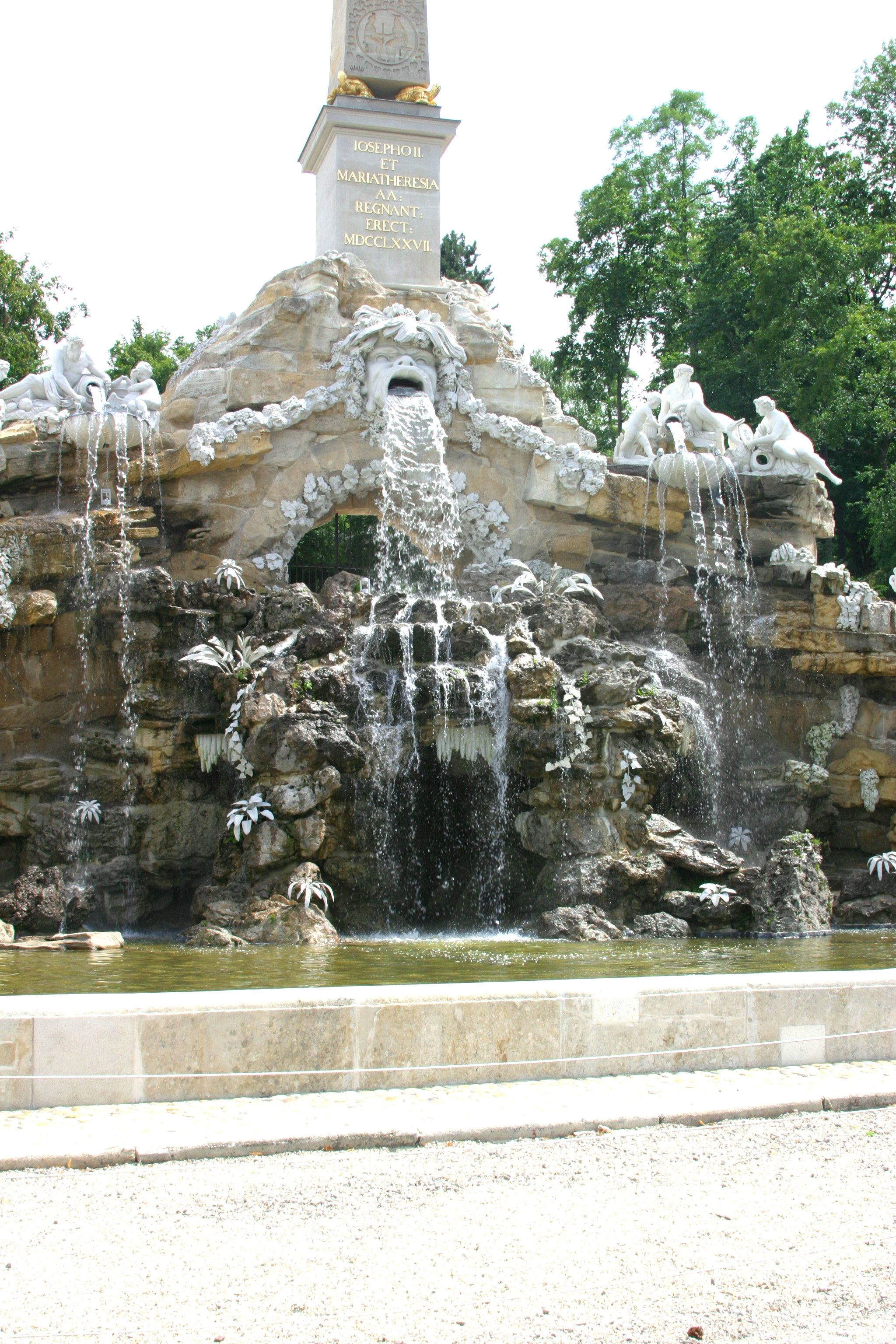
Der Grottenberg des Obeliskbrunnens

Obelisk

Der früher auch in Anspielung an die antiken Sybillen Sybillengrotte genannte Obeliskbrunnen bildet den Endpunkt der vom Schloss Schönbrunn in südöstlicher Richtung verlaufenden diagonalen Allee am Fuß des Schönbrunner Berges nahe dem Meidlinger Tor.
Vor einer glatten, konkaven, mit einer Balustrade mit steinernen Blumenvasen abgeschlossenen Stützmauer befindet sich hinter einem Wasserbecken mit ungefähr 160 Quadratmetern Fläche ein künstlicher Felsen mit zwei Grotten. Über dieser Grotte befindet sich ein aus 27 Steinblöcken gebildeter Obelisk, der auf einem Sockel von vier vergoldeten Schildkröten getragen wird. Auf der Spitze des Obelisken befindet sich ein Adler, der auf einer vergoldeten Kugel sitzt. Die Gesamthöhe der Anlage beträgt 31,2 Meter.
Der Grottenberg besteht aus einem Ziegelkern, der mit Felsen verkleidet ist. In ihm wurden zwei Grotten errichtet. Die obere Grotte wurde als Rundbogen ausgeführt und besitzt an ihrer Vorderseite Schmuck aus Blattwerk. Oberhalb dieser Grotte befindet sich eine Maske, die als Wasserspeier fungiert und das Wasser in eine Wasserschale entlässt, von wo aus dieses weiter in das große Becken abfließt.
Eine weitere Grotte befindet sich auf dem Wasserniveau des Brunnenbeckens, wurde als Spitzbogengewölbe ausgeführt und besitzt einen frontalen und zwei seitliche Eingänge.
Auf der dem Schloss zugewandten Westseite ist dieser Obelisk durchgehend mit hieroglyphenähnlichen Zeichen versehen, während an den übrigen drei Seiten nur jeweils die neun obersten Blöcke damit versehen sind.
Solcherart beschrieben werden soll die Geschichte des Hauses Habsburg bis zur Zeit der Errichtung des Obelisken. Die Entzifferung der ägyptischen Hieroglyphen gelang allerdings erst später.

## Geschichte
Der Obeliskbrunnen wurde 1777 von Johann Ferdinand Hetzendorf von Hohenberg errichtet. Die Bildhauerarbeiten stammen von Benedict Henrici nach Entwürfen von Wilhelm Beyer. Der Obelisk besteht aus Margarethner Stein, die Wandverkleidung des Umganges aus Kaiserstein aus dem damaligen kaiserlich-königlichen Steinbruch.
Für den Betrieb des Brunnens wurde oberhalb des Obeliskbrunnens eigens ein Wasserreservoir errichtet, aus welchem sich später das Schönbrunner Bad entwickelte. 1838 erhielt der spätere Kaiser Franz Joseph I. hier seinen ersten Schwimmunterricht.
Am 23. April des Jahres 2007 wurde nach langjähriger Renovierung die Brunnenanlage wieder in Betrieb genommen, nachdem bereits ab 1970 und 1998 jeweils Teile des Obeliskbrunnens instand gesetzt worden waren.

## Symbolik
Durch den Grottenberg wird ein Ort des Dunkels symbolisiert sowie die ungebändigten Kräfte der Erde. Wilhelm Beyer bezeichnet in seinem Buch „Österreichs Merkwürdigkeiten“ den Grottenberg als Sybillengrotte, welche in Vergils Aeneis wiederum den Eingang zur Unterwelt bildet.
Für die Römer standen Obelisken, die den Weg der Sonnenstrahlen zur Erde verkörperten, für einen ägyptischen Sonnenkult. Verstärkt und verdeutlicht werden soll diese Verkörperung durch die goldene Kugel an der Spitze, welche die Sonne darstellen soll.
Der auf der goldenen Kugel sitzende Adler, der sowohl in Rom als auch im Deutschen Reich als Symbol für den Kaiser stand, versinnbildlicht den Herrscher, welcher zwischen Himmel und Erde als Vermittler fungiert.
Die vier Schildkröten, auf denen der Sockel des Obelisken ruht, stellen die Stabilität und die Ewigkeit dar.
Der Obelisk selbst wurde im Barock als Symbol für die Standfestigkeit des Herrschers und seiner Herrschaft gesehen. Die ursprünglich von Ägypten ins antike Rom geschafften Obelisken waren aber auch Anlass, zwischen späteren Aufstellungsorten – wie eben Schönbrunn – und Rom eine Verbindung herzustellen.